# Orthetrum icteromelas
Orthetrum icteromelas is een echte libel uit de familie van de korenbouten (Libellulidae). De wetenschappelijke naam van de soort werd in 1910 gepubliceerd door Friedrich Ris. De soort werd beschreven aan de hand van specimina uit Madagaskar en Gabon.
De soort staat op de Rode Lijst van de IUCN als niet bedreigd, beoordelingsjaar 2015.